# Колегіум Орієнтале

Колегіум Орієнтале (нім. Collegium Orientale, офіційне скорочення COr) — це семінарія Східного обряду для семінаристів та священиків, яка створює сприятливі умови для навчання та духовного розвитку. Студенти Колегіуму належать до різноманітних Східних Церков. Цей феномен відрізняє заклад від усіх інших семінарій. Значна більшість, а саме 24 студенти, належать до УГКЦ. У Колегіумі мають можливість навчатися одружені та неодружені семінаристи.

## Історія
Колегіум був заснований 1 вересня 1998 р. з ініціативи колишнього Айхштетського єпископа Вальтера Мікса, за згодою Святішого Престолу, Німецької Єпископської Конференції та Блаженішого Любомира Гузара, тодішнього помічника, з делегованими правами, Кардинала Любачівського. Колегіум Орієнтале входить до складу Айхштетської єпархії.

## Відносини між Колегіумом Оріентале таУГКЦ
Між Колегіумом та УГКЦ існують хороші відносини, тісна співпраця з українськими семінаріями (Львівска Духовна семінарія Святого Духа, Тернопільська Духовна семінарія ім. Патріарха Йосипа Сліпого, Івано-Франківська Духовна семінарія ім. св. свящ. Йосафата, Дрогобицька Духовна семінарія ім. бл. свящ. Северина, Віталія та Якима, Ужгородська Духовна семінарія ім. св. Теодора Ромжі). В Колегіумі здійснено переклад Літургії Івана Златоустого, Василія Великого та Літургії Передосвячених дарів, які затвердив Верхо́вний архієпи́скоп Української греко-католицької церкви Святосла́в Шевчу́к.. Заклад створює для духовенства УГКЦ перспективи, які в Україні на даний час відсутні, як-от написання кандидатських чи докторських дисертацій з різноманітних богословських дисциплін. В Колегіумі були також перекладені документи з державного архіву, життєві історії духовенства та мирян УГКЦ між 1946 та 1989 роками, в час жорстоких переслідувань УГКЦ, під назвою «До Світла Воскресіння крізь терни катакомб», на німецьку мову «Zum Licht der Auferstehung durch die Dornen der Katakomben». Кожного року ректор та віце-ректор беруть участь у засіданнях «Комісії священичого виховання в семінаріях».

## Сучасний стан та завдання
На даний час в Колегії навчаються 38 студентів з наступних Церков Східного обряду: ГКЦ України та Мукачівської єпархії, Угорщини, Словаччини, Польщі, з Мелькітської, Маронітської, а також з Сиро-Малабарської та Сиро-Маланкарської Церков. Поряд з католицькими студентами студіюють також православні семінаристи з УПЦ (МП), з Грузинської Апостольської Автокефальної Церкви та з Вірменської Апостольської Церкви. Основа спільного життя — це духовне формування та студії при Айхштетсько-Інґолштадтському католицькому університеті.
Взаємне пізнання, обмін досвідом, традиціями — мета Колегіуму Оріентале.. Два рази в рік виходить колегіальний часопис «ContaCOr», який містить наукові статті, інформує читачів про життя в Колегії, наукові досягнення.

## Літургія
Хоча переважна більшість богослужінь відбуваються в Візантійському обряді, проте через екуменічний характер закладу вони провадяться і в інших східних літургійних обрядах. В неділі та свята крім семінаристів беруть активну участь в Літургії (на німецькій мові), також і вірні різних національностей, яким Візантійський обряд не є чужим.

## Ректори
- 1998 — 2008 — ректор о. д-р. Андреас Тієрмаєр
- 2008-2014 — ректор о. Пауль Шмідт
- 2014 — ректор о. д-р. Олександр Петринко